# Mlawang
Mlawang is een bestuurslaag in het regentschap Lumajang van de provincie Oost-Java, Indonesië. Mlawang telt 7243 inwoners (volkstelling 2010).